# Hydroeciodes anastagia
Hydroeciodes anastagia är en fjärilsart som beskrevs av Dyar 1910. Hydroeciodes anastagia ingår i släktet Hydroeciodes och familjen nattflyn. Inga underarter finns listade i Catalogue of Life.